# Geschwister Jesu
Als Geschwister Jesu werden im direkten oder übertragenen Sinne Geschwister von Jesus von Nazaret bezeichnet. Sie werden im Neuen Testament der Bibel mehrmals erwähnt. Namentlich genannt werden Jakobus, Joses (oder Josef), Judas und Simon.

## Biblischer Befund
Erwähnt werden die Geschwister an folgenden Stellen der Bibel:
- Matthäus:
  - In Mt 12,46 bis 50 EU: Ein Fremder sagt zu Jesus, dass draußen seine Mutter und seine Brüder warten und ihn sprechen wollen. Darauf antwortet Jesus, dass seine Mutter und seine Brüder diejenigen seien, die den Willen seines Vaters tun. Es muss darauf hingewiesen werden, dass zunächst der Fremde die Wartenden als die (leibliche) Familie Jesu vorstellt und dass Jesus daraufhin der Charakterisierung „Mutter“ und „Brüder“ eine andere Bedeutung beimisst. In den Augen des Fremden warteten möglicherweise die tatsächliche Mutter und die tatsächlichen Brüder Jesu auf ihn. Ganz ähnlich wird diese Situation im Lukasevangelium Lk 8,19 EU beschrieben.
  - In Mt 13,55.56 EU: Jesus tritt in Nazareth auf, dort wo seine Familie bekannt ist. Zuhörer empören sich und reden untereinander: „Ist er nicht des Zimmermanns Sohn? Heißt nicht seine Mutter Maria? Und seine Brüder Jakobus, Josef, Simon und Judas?“

- Markus:
  - In Mk 3,31 EU: In einem Atemzug ist von der Mutter Maria und den Brüdern die Rede.
  - In Mk 6,3 EU werden Brüder Jesu in einem Atemzug mit seiner Mutter Maria namentlich genannt: Jakobus, Joses, Judas und Simon. Außerdem werden hier auch Schwestern erwähnt. Dies gilt auch für die Parallelstelle bei Mt 13,55f EU
  - Allerdings kommt der in dieser Form ungewöhnliche Vorname „Joses“ bei Markus noch zweimal vor: Mk 15,40 LUT und 15,47 LUT. Bei der Kreuzigung und Grablegung wird in der Lutherübersetzung (1984) von „Maria von Magdala und Maria, die Mutter Jakobus’ des Kleinen und des Joses“ bzw. von „Maria von Magdala und Maria, die Mutter des Joses“ gesprochen.
- Johannes:
  - Das Johannes-Evangelium berichtet für diesen Personenkreis zum Zeitpunkt der Kreuzigung: „Es standen aber bei dem Kreuz Jesu seine Mutter und seiner Mutter Schwester, Maria, die Frau des Klopas, und Maria von Magdala.“ (Joh 19,25 EU). Daran schließt die Stelle an, in der Jesus seine Mutter dem Apostel Johannes anvertraut. Einige meinen, dass dies nach jüdischer Sitte undenkbar wäre, wenn Maria weitere Kinder gehabt hätte.
- Weiterhin sind im Johannesevangelium die Stellen 2,12 EU; 7,3.5.10 EU relevant:
  - Die erste Stelle spricht nach der Hochzeit von Kana, auf der Maria, Jesus und die Jünger eingeladen waren, davon, dass Jesus gemeinsam mit seinen Brüdern und Jüngern nach Kafarnaum zog. Die zweite Stelle berichtet von einer Auseinandersetzung zwischen Jesus und seinen Brüdern.
- Apostelgeschichte 1,14 EU:
  - In einem Atemzug werden die Apostel, die Frauen, Maria, die Mutter Jesu, und seine Brüder genannt. Allerdings schließt daran unmittelbar der Vers an, der davon spricht, dass Petrus „im Kreis der Brüder – etwa hundertzwanzig waren zusammengekommen“ zur Wahl eines Nachfolgers für Judas Iskariot aufruft und sie dabei mit „Brüder“ anspricht.
- 1. Korinther 9,5 EU:
  - Es werden in einem Atemzug „die übrigen Apostel“, „die Brüder des Herrn“ und „Kephas“ genannt.
- Galater 1,19 EU:
  - Paulus berichtet davon, dass er bei seinem ersten Jerusalemaufenthalt nur Petrus gesehen habe, dagegen keinen von den anderen Aposteln, „nur Jakobus, den Bruder des Herrn“.
- Zum biblischen Befund gehören auch noch die Stellen Mt 1,25 EU und Lk 2,7 EU, in denen von „Marias erstgeborenem Sohn“ die Rede ist. Einige betrachten dies als unsinnig, wenn es nicht auch nachgeborene Söhne Marias gegeben hätte, zumal in Mt 1,25 EU ausdrücklich darauf hingewiesen wird, dass Josef bis zur Geburt Jesu keinen geschlechtlichen Verkehr hatte.
- Zum biblischen Befund gehört nach Auffassung mancher Ausleger auch, dass zumindest ein Bruder Jesu kein leiblicher Bruder Jesu sei. Denn an verschiedenen Stellen wird als Vater von Jakobus Alphäus (Mt 10,3 EU), als dessen Mutter Maria Kleophä genannt (Mt 27,56 EU; vgl. Gal 1,19 EU). Wahrscheinlicher ist allerdings, dass die genannten Jakobi nicht mit dem „Herrnbruder“ Jakobus identisch sind, sondern vielmehr die Nennung der Eltern explizit zur Unterscheidung von diesem eingefügt wurde.

Zu seinen „Geschwistern“, ob nun im familiären oder verwandtschaftlichen Sinne, hatte Jesus während seines öffentlichen Wirkens ein eher distanziertes Verhältnis. So nennt Jesus in Abgrenzung zu seinen Verwandten nach Mk 3,35  nur solche seine Brüder und Schwestern, die den Willen Gottes tun. Die Brüder verweigern Jesus den Glauben; sie halten ihn sogar für von Sinnen (vgl. Mk 3,20-21 ).
Erst nach Jesu Auferstehung finden sich unter den Jüngern auch seine Brüder (1 Kor 9,5 ). Jakobus der Gerechte, der bedeutendste der Leiter der Jerusalemer Urgemeinde, wird bereits in frühchristlicher Tradition als Bruder Jesu angesehen, wenn die Beziehung auch nicht eindeutig erwiesen ist (siehe aber eine Stelle von Flavius Josephus weiter unten im Text).

## Sprachwissenschaftliche Analysen
Für die richtige Interpretation des biblischen Befunds kommt auch sprachwissenschaftlichen Überlegungen zum vom Neuen Testament verwendeten Wort ἀδελφοί adelphoi eine große Bedeutung zu. Das von Jesus und seinen Jüngern gesprochene Aramäische und geschriebene bzw. gelesene Hebräische haben leicht unterschiedliche Wortbedeutungen im Vergleich mit dem Griechischen des Neuen Testaments. Ebenso ist bei den sprachwissenschaftlichen Überlegungen der griechische Gebrauch von ἀδελφός bzw. ἀδελφοί außerhalb des Neuen Testaments zu berücksichtigen.
In der griechischen Literatur wird ἀδελφός für leibliche Geschwister und nähere Verwandte gebraucht, ebenso wie übertragen im Sinn von „Berufsgenosse“, „Glaubensbruder“, „Freund“ oder „Mitmensch“.
Das hebräische Wort, das die Septuaginta mit ἀδελφός übersetzt, ist אח ˈach – eine Bezeichnung für einen leiblichen Bruder, die ebenfalls für weitere Verwandte sowie später auch für „Volksgenossen“ angewendet wird. Es wurde öfters behauptet, dass weder das Hebräische noch das Aramäische ein Wort für „Cousin“ haben. Doch kann im Hebräischen ein Cousin mit ben dod / dohd, „Sohn vom Onkel“ oder „des Onkels“, bezeichnet werden.
Die Septuaginta übersetzt an mehreren Stellen des Alten Testaments ˈach wörtlich mit ἀδελφός, wo ˈach nicht einen Bruder, sondern einen Neffen oder Cousin bezeichnet, obwohl das Griechische eigene Wörter für Cousin oder Neffe kennt. In 1 Chr 24,21ff  kommen zwei Brüder vor: Eleasar und Kisch. Eleasar hat keine Söhne, und seine Töchter heiraten ihre „Brüder“, die Söhne von Kisch.
Im Neuen Testament ist an einigen Stellen aus dem Zusammenhang klar unterscheidbar, dass ἀδελφός für männliche Blutsverwandte (Mk 6,1ff , Joh 7,5 ), für „Volksgenosse“ (Röm 9,3 ) und für „Glaubensgenosse“ (1 Kor 15,58 , 1 Joh 3,16 ) verwendet wird. Aus Mk 6,17  wissen wir, dass ἀδελφός auch im NT nicht immer den leiblichen Bruder meint, denn Philippus ist nur der Halbbruder des Herodes. Genauso sagt Joh 19,25 , dass neben Jesu Mutter auch ihre Schwester Maria stand. Zwei leibliche Schwestern oder Brüder können in seltenen Fällen denselben Namen tragen – mehrere Beispiele aus der Kirchengeschichte belegen dies.

## Altkirchliche Tradition
Die altkirchliche Tradition redet zwar von Brüdern Jesu, lehrt aber daneben auch die Jungfräulichkeit von Maria.
Der Jakobusbrief und der Judasbrief werden bereits in der frühkirchlichen Tradition Jakobus und Judas, den Brüdern Jesu zugeschrieben.
Hegesippus schreibt im 2. Jahrhundert von Verwandten des Herrn, „den Enkeln des Judas, der nach dem Fleisch sein Bruder genannt wurde“, die vor Kaiser Domitian zitiert worden seien.
Im apokryphen Protevangelium des Jakobus aus dem 2. Jahrhundert war Josef vor seiner Verlobung mit Maria ein Witwer mit Kindern.
Hieronymus bezeichnete im 4. Jahrhundert die Auslegung, dass Maria noch andere Kinder gehabt habe, als „neu“ und als Beleidigung Gottes.
Ambrosius von Mailand argumentiert mit Jes 7,14  und Ez 44,1f , Maria sei auch nach der Geburt Jesu Jungfrau gewesen, was weitere Kinder ausschließen würde.
Johannes Chrysostomos erklärt, Jakobus und die anderen seien in gleicher Weise als Brüder Jesu bezeichnet worden, wie Josef als Ehemann Marias bezeichnet wurde.
Augustinus betont, dass Maria „Jungfrau während der Empfängnis, Jungfrau während der Geburt und Jungfrau bis zum Tod“ war.
Das Konzil von Ephesos im 5. Jahrhundert bezeichnet Maria in seinen Beschlüssen als ἀειπάρθενος, d. h. „Immerjungfrau“.

## Konfessionelle Positionen
Ob es sich dabei um leibliche Geschwister oder nahe Verwandte Jesu von Nazaret handelte, ist innerhalb der christlichen Konfessionen strittig und wird je nach Konfession unterschiedlich ausgelegt.
Die orthodoxen und katholischen Kirchen halten bis heute daran fest, dass Maria zeit ihres Lebens Jungfrau geblieben sei. Die Geschwister Jesu sind für sie also entweder Kinder von Josef aus erster Ehe oder Kinder von Verwandten von Maria. Die katholische Kirche hat seit dem 19. Jahrhundert spezifische Dogmen bezüglich der immerwährenden Jungfräulichkeit Marias.
Während die Reformatoren noch weitgehend der traditionellen Position folgten, sehen heute viele evangelische Theologen die Geschwister Jesu als Kinder von Josef und Maria an. Das Thema hat in der protestantischen Theologie jedoch keine wichtige Bedeutung, da keine anderen Lehraussagen davon abhängen.